# Rio Inhanduva
Rio Inhanduva är ett vattendrag i Brasilien.   Det ligger i delstaten Rio Grande do Sul, i den södra delen av landet, 1 400 km söder om huvudstaden Brasília.
Trakten runt Rio Inhanduva består huvudsakligen av våtmarker. Runt Rio Inhanduva är det glesbefolkat, med 16 invånare per kvadratkilometer.